# Jarosław Chojnacki
Jarosław Chojnacki (* 24. April 1964) ist ein ehemaliger polnischer Radrennfahrer.

## Sportliche Laufbahn
Chojnacki war im Straßenradsport aktiv. 1989 gewann er bei den SKDA-Meisterschaften im Radsport das Straßenrennen und war damit der letzte Sieger in diesem Wettbewerb. 1994 wurde er Zweiter in der Bałtyk-Karkonosze Tour hinter Radosław Romanik. Er gewann dabei einen Tagesabschnitt in diesem Etappenrennen. In der Tour of Małopolska siegte er 1986 in der Bergwertung. 1990 wurde er Dritter im Grand Prix des Marbriers. 1998 fuhr er die Internationale Friedensfahrt. Er wurde dort 76. und gewann die Sonderwertung für den aktivsten Fahrer. Bei seinen Teilnahmen an der Polen-Rundfahrt war der 5. Gesamtrang 1986 sein bestes Resultat. 
2005 wurde er Assistent der Sportlichen Leitung im Radsportteam Grupa PSB–Atlas–Orbea.